# 루이 마리 링 망카네코운

루이 마리 링 망카네코운(Louis-Marie Ling Mangkhanekhoun, 1944년 4월 8일 - )은 라오스의 로마 가톨릭교회 고위 성직자이다. 그는 2000년 10월 30일 라오스의 팍세 대목구장 주교가 되었으며, 2017년 6월 28일 추기경이 되었다. 그는 라오스의 첫 번째 추기경이다.
그는 크무어, 라오스어, 프랑스어, 영어를 구사할 줄 안다. 종종 링 주교 또는 링 추기경이라고 불린다.
그는 북부 고산족인 크무인 출신으로 어머니가 선교사에 의해 개종하자 1952년 세례성사를 받고 가톨릭 신자가 되었다. 1960년대에 그는 캐나다 뉴브런즈윅주 에드먼드스턴 교구 신학교에서 철학과 신학을 공부하였다. 1972년 11월 5일 난민 수용소에서 서둘러 라오스 비엔티안 대목구의 사제로 서품받았다. 그는 1984년부터 1987년까지 구류되었다.
2000년 10월 30일 교황 요한 바오로 2세에 의해 팍세 대목구장에 임명되고 2001년 4월 22일 주교 서품을 받았다.
2017년 2월 2일 그는 비엔티안의 임시 관리 교구장이 되었다.
2017년 5월 21일 교황 프란치스코는 망카네코운을 추기경에 서임한다고 발표하였다. 망카네코운은 2017년 6월 28일 바티칸 성 베드로 대성전에서 추기경에 서임되었다.
2016년 12월 11일 추기경의 사촌 룩시(1938-1970)가 라오스의 순교자들 중 한 명으로 가톨릭교회에서 복자로 시복되었다.